# Claudette Mukasakindi
Claudette Mukasakindi (sinh ngày 25 tháng 12 năm 1982 tại Nyarugenge) là một vận động viên chạy đường dài người Rwanda. Cô đã tham gia cuộc thi marathon tại Thế vận hội Mùa hè 2012, xếp thứ 101 với thời gian là 2:51:07. Tại Đại hội Thể thao Khối thịnh vượng chung 2014, cô đã hoàn thành thứ 11 trong 10000 m nữ.
Cô đã thi đấu cho Rwanda tại Thế vận hội mùa hè 2016 trong cuộc đua marathon của phụ nữ. Cô xếp thứ 126 với thời gian 3: 05.57. Cô là người mang cờ cho Rwanda trong lễ bế mạc.

## Sự nghiệp
Mukasakindi đã có năm tốt nhất của mình vào năm 2012, chiến thắng cuộc thi Marathon Cagliari vào tháng 5, với thời gian cá nhân tốt nhất là 2:40:18. Màn trình diễn này là trong thời gian IAAF yêu cầu để đủ điều kiện tham gia Thế vận hội Olympic 2012, nhưng giá thầu của Mukasakindi để xuất hiện tại Thế vận hội ban đầu bị từ chối với lý do rằng sự kiện Cagliari không phải là cuộc đua đủ điều kiện. Tuy nhiên, cuối cùng, cô được phép chạy và hoàn thành 101 trong sự kiện này, với thời gian là 2:51:07.
Trong Thế vận hội Olympic 2016 ở Rio de Janeiro, Mukasakindi một lần nữa đã tham gia cuộc thi marathon nữ, một trong bảy người Rwanda để thi đấu trong các trò chơi. Cô hy vọng sẽ cải thiện thành tích của mình ở London và dành thời gian chuẩn bị đáng kể ở Kenya và Ý, cũng như ở quê nhà. Mặc dù đào tạo này, hiệu suất của cô trong sự kiện là kém. Mukasakindi đã hoàn thành thứ 126 trong cuộc đua, trên một lĩnh vực 133 và đăng thời gian cạnh tranh tồi tệ nhất của cô ấy vào lúc 3:05:57. Cô đổ lỗi cho kết quả chấn thương mắt cá chân mà cô đã duy trì trong tập luyện, ba ngày trước sự kiện; Cô đã không nghĩ đó là một vấn đề trước cuộc đua, nhưng mắt cá chân bắt đầu gây ra vấn đề của cô 21 kilômét (13 mi)  vào cuộc đua, trở nên tồi tệ hơn sau 25 kilômét (16 mi). Cô tiếp tục hoàn thành cuộc đua, nhưng trích dẫn chấn thương là lý do chính cho hiệu suất kém của cô.